# Primati della Chiesa ortodossa serba

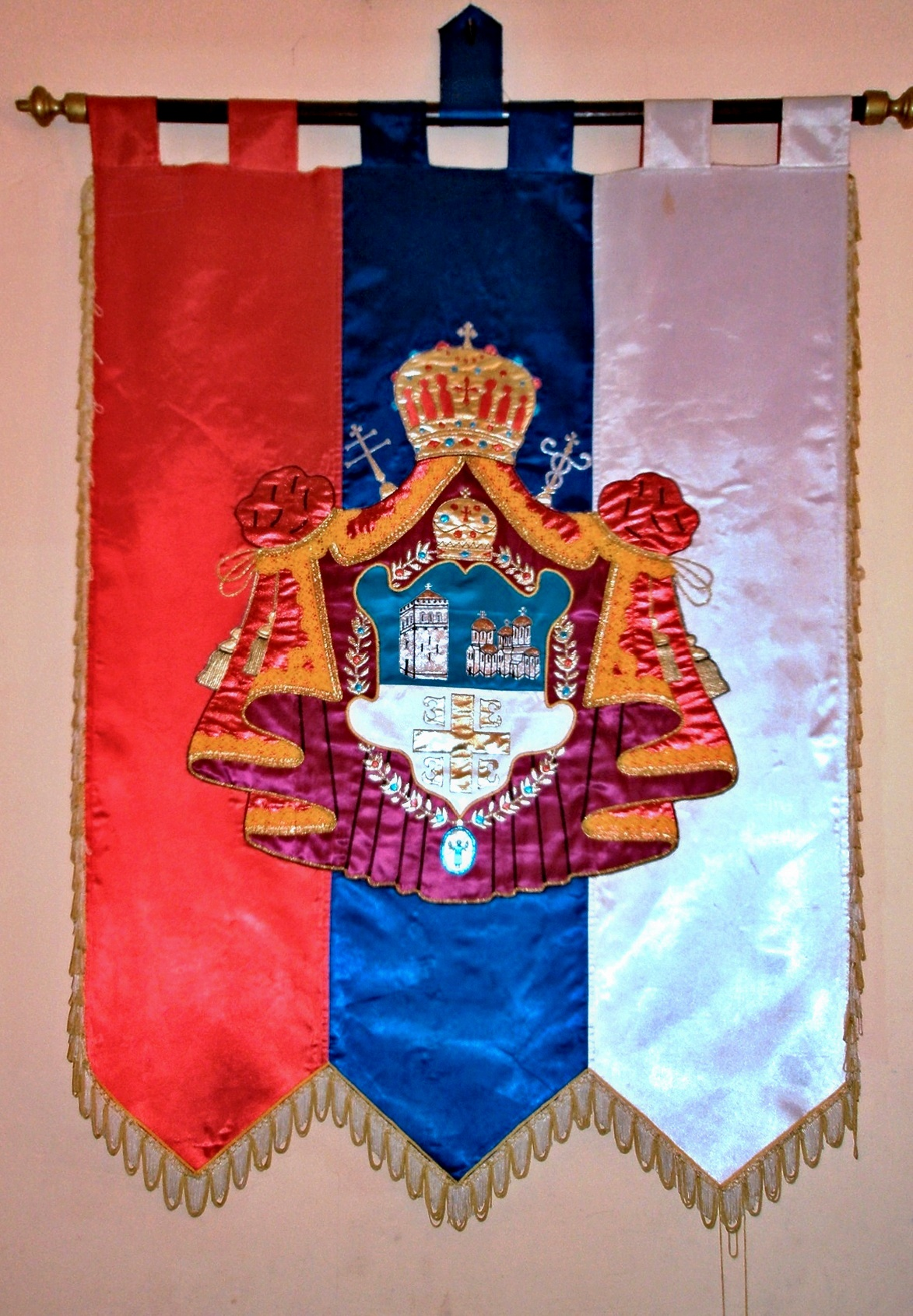
Simbolo della Chiesa ortodossa serba

La lista dei primati della Chiesa ortodossa serba elenca la sequenza dei religiosi succedutisi alla guida della comunità cristiana ortodossa di Serbia dalla creazione dell'arcidiocesi autocefala presieduta da San Saba I nel 1219 alla costituzione del patriarcato tuttora esistente.
Il soglio episcopale con sede a Peć acquisì la dignità patriarcale nel 1346, in concomitanza con la nascita dell'Impero serbo. Tuttavia, il Patriarcato ecumenico di Costantinopoli riconobbe la legittimità della decisione solo nel 1379. Dopo la conquista ottomana (1459) il patriarcato serbo perse gradualmente il proprio prestigio e la propria autonomia. Venne abolito nel 1766, mentre tutta la giurisdizione ecclesiastica fu devoluta al Patriarcato ecumenico di Costantinopoli. Le eparchie che si trovavano nella monarchia asburgica non riconobbero la fine dell'autocefalia e continuarono ad essere indipendenti e nel 1848 fu fondato il patriarcato di Karlovci (già sede metropolitana per i territori croati e ungheresi, Karlovci era stata la sede tra 1737 e 1748 del Patriarca di Peć Arsenio IV quando il sultano turco l'aveva deposto e nominato al suo posto il greco Joannicus) che continuò ad esistere fino al 1918-1920 (l'ultimo patriarca di Karlovci morì nel 1913 assassinato da terroristi nazionalisti serbi che gli rimproveravano la fedeltà all'Imperatore Francesco Giuseppe d'Austria). Fu ricostituito nel 1920 sotto la guida del patriarca Dimitrije (Demetrio) dopo la fusione tra la Chiesa ortodossa del Regno di Serbia il cui primate era il metropolita di Belgrado, la metropolia autocefala di Montenegro (che allora comprendeva anche Peć) e il patriarcato di Karlovci. Il primate della Chiesa ortodossa serba possiede attualmente i titoli di "arcivescovo di Peć, metropolita di Belgrado e Karlovci e patriarca serbo". Dal 2021 il soglio patriarcale è occupato dal Patriarca Porfirije.

## Arcivescovi metropoliti (1219-1346)

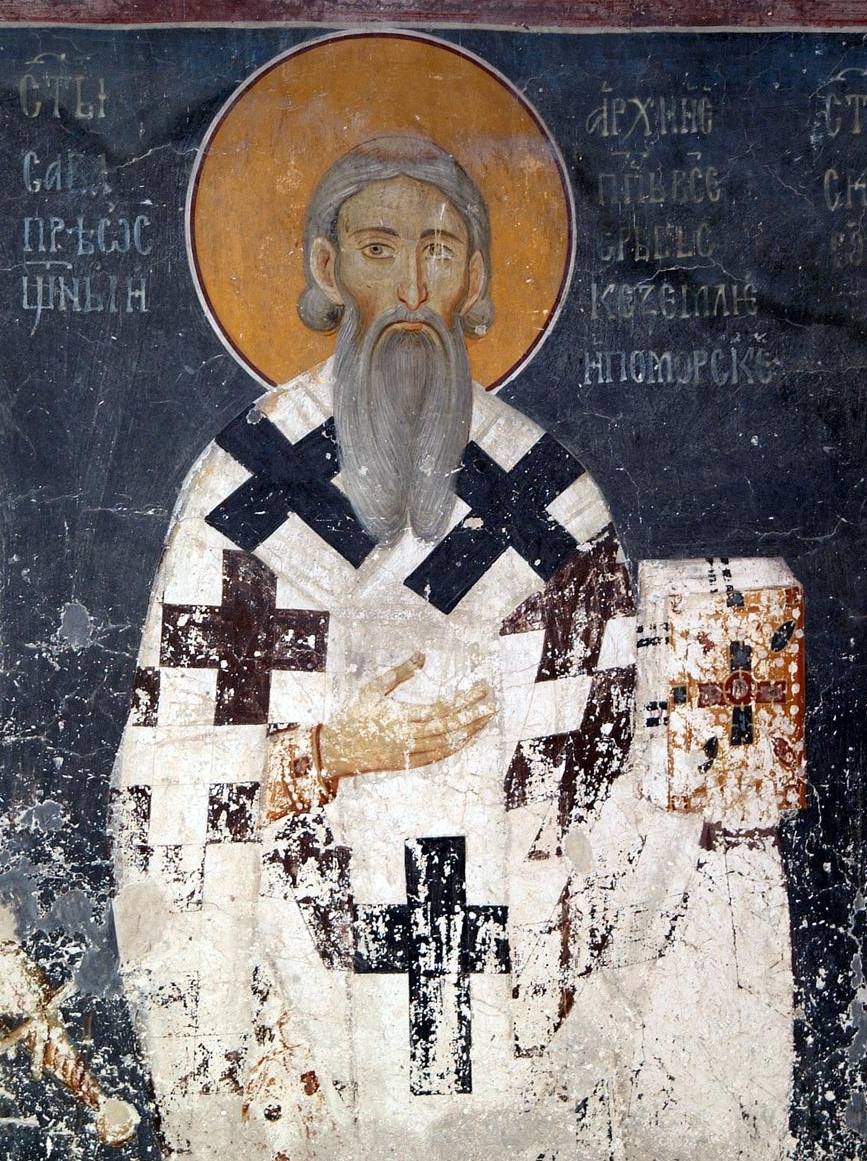
San Saba I (1219-1233)

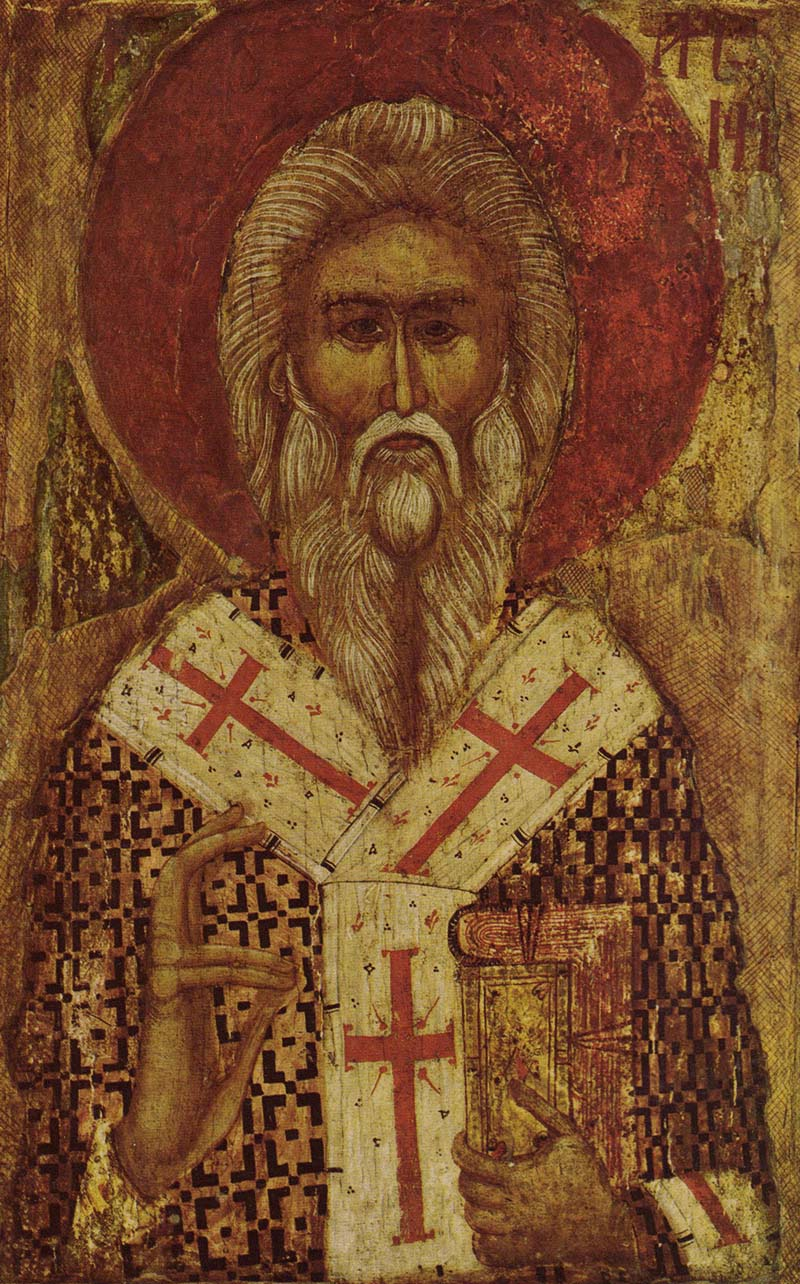
Sant'Arsenio I (1233-1263)

San Saba II (1263-1271)

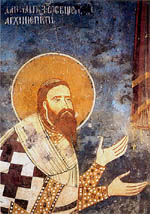
San Danilo II (1324-1337)

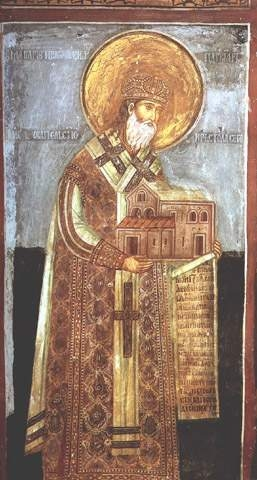
San Macario (1557-1571)

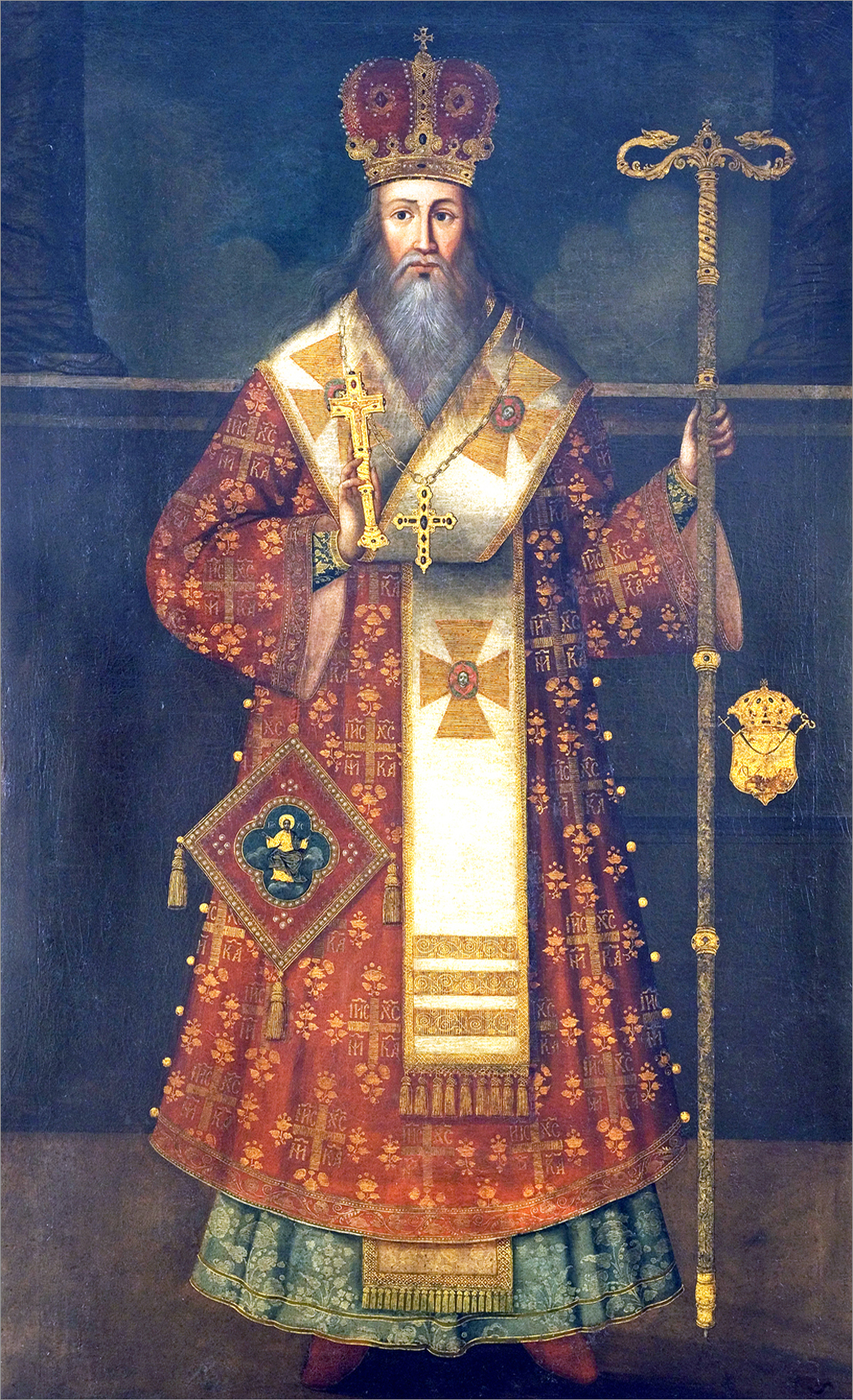
Arsenio III (1672-1690)

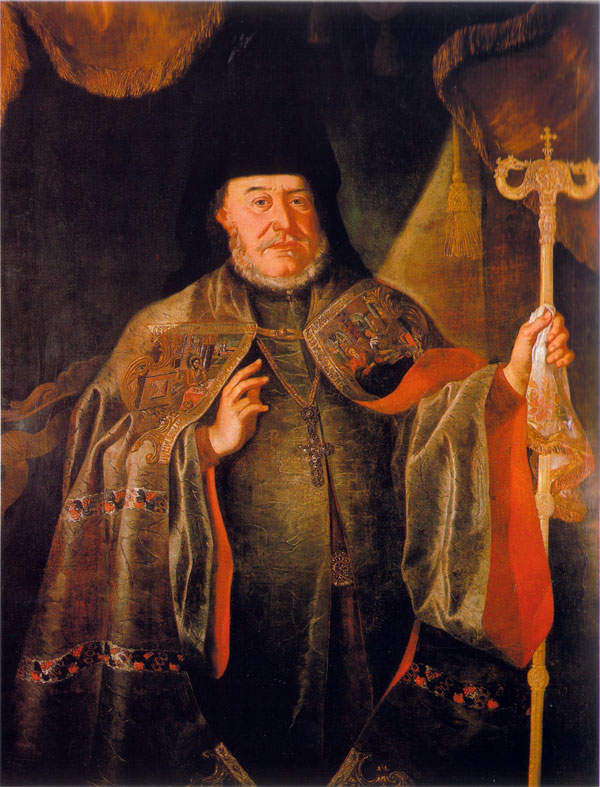
Arsenio IV (1726-1737)

### Metropolita di Žiča e arcivescovo dei Serbi (1219-1233)
| Nome dell'arcivescovo | Inizio episcopato | Fine episcopato | Luogo e anno di nascita | Luogo e anno di morte           |
| --------------------- | ----------------- | --------------- | ----------------------- | ------------------------------- |
| San Saba I            | 1219              | 1233            | Gradina, Rascia (1174)  | Veliko Tărnovo, Bulgaria (1235) |

### Metropolita di Peć e arcivescovo dei Serbi (1233-1346)
| Nome dell'arcivescovo                         | Inizio episcopato | Fine episcopato | Provenienza                 | Luogo e anno di morte       |
| --------------------------------------------- | ----------------- | --------------- | --------------------------- | --------------------------- |
| Sant'Arsenio I                                | 1233              | 1263            | Stari Slankamen, Sirmia     | Regno di Serbia (1266)      |
| San Saba II                                   | 1263              | 1271            | Stari Ras, Rascia           | Peć, Regno di Serbia (1271) |
| Danilo I                                      | 1271              | 1272            | Regno di Serbia             | ignoti                      |
| San Joannicus I                               | 1272              | 1276            | Regno di Serbia             | Zahumlje (1279)             |
| Sant'Eustazio I                               | 1279              | 1286            | Eparchia di Budimlja-Nikšić | Regno di Serbia (1286)      |
| San Giacomo                                   | 1286              | 1292            | Regno di Serbia             | Regno di Serbia (1292)      |
| Sant'Eustazio II                              | 1292              | 1309            | Regno di Serbia             | Regno di Serbia (1309)      |
| San Saba III                                  | 1309              | 1316            | Regno di Serbia             | Regno di Serbia (1316)      |
| San Nicodemo I                                | 1316              | 1324            | Regno di Serbia             | Regno di Serbia (1325)      |
| San Danilo II                                 | 1324              | 1337            | Regno di Serbia (1270)      | Regno di Serbia (1337)      |
| San Joannicus II *divenuto Patriarca nel 1346 | 1338              | 1346            | vedere sotto                | vedere sotto                |

## Primo periodo patriarcale (1346-1766)

### Arcivescovo di Peć e patriarca di tutte le terre serbe e marittime (1346-1463)
| Nome del patriarca                   | Inizio patriarcato | Fine patriarcato | Provenienza                     | Luogo e anno di morte       | №  |
| ------------------------------------ | ------------------ | ---------------- | ------------------------------- | --------------------------- | -- |
| San Joannicus II                     | 1346               | 1354             | Prizren, Regno di Serbia        | Peć, Impero serbo (1354)    | 1  |
| Saba IV                              | 1354               | 1375             | Regno di Serbia                 | Serbia Moravica (1375)      | 2  |
| Sant'Efrem *tornò in carica nel 1389 | 1375               | 1380             | Veliko Tărnovo, Bulgaria (1311) | Peć, Serbia Moravica (1399) | 3  |
| San Spiridone                        | 1380               | 1389             | Niš, Regno di Serbia            | Serbia Moravica (1389)      | 4  |
| Sant'Efrem *reinsediato              | 1389               | 1392             | vedere sopra                    | vedere sopra                | -  |
| Danilo III                           | 1390               | 1396             | Regno di Serbia                 | ignoti                      | 5  |
| Saba V                               | 1396               | 1406             | Regno di Serbia                 | Despotato di Serbia (1406)  | 6  |
| Danilo IV                            | 1406               | 1407             | Despotato di Serbia             | ignoti                      | 7  |
| San Cirillo I                        | 1407               | 1419             | Regno di Serbia                 | Despotato di Serbia         | 8  |
| San Nikon                            | 1420               | 1435             | Regno di Serbia                 | Despotato di Serbia         | 9  |
| Teofane                              | 1435               | 1446             | Regno di Serbia                 | ignoti                      | 10 |
| Nicodemo II                          | 1446               | 1453             | Regno di Serbia                 | ignoti                      | 11 |
| Arsenio II                           | 1453               | 1463             | Regno di Serbia                 | ignoti                      | 12 |
| Sede vacante                         | 1463               | 1508             |                                 |                             |    |
| Giovanni I                           | 1508               | 1508             | Regno di Serbia                 | ignoti                      | -  |
| Sede vacante                         | 1508               | 1524             |                                 |                             |    |
| Marco                                | 1524               | 1524             | Regno di Serbia                 | ignoti                      | -  |
| Sede vacante                         | 1524               | 1527             |                                 |                             |    |
| Paolo                                | 1527               | 1535             | Regno di Serbia                 | ignoti                      | -  |
| Sede vacante                         | 1535               | 1557             |                                 |                             |    |

### Arcivescovo di Peć e patriarca dei Serbi (1557-1766)
| Nome del patriarca   | Inizio patriarcato | Fine patriarcato | Provenienza                            | Luogo e anno di morte                     | №  |
| -------------------- | ------------------ | ---------------- | -------------------------------------- | ----------------------------------------- | -- |
| San Macario          | 1557               | 1571             | Višegrad, Impero ottomano              | Impero ottomano (1574)                    | 13 |
| Antonio              | 1571               | 1575             | Impero ottomano                        | Impero ottomano (1575)                    | 14 |
| Gerasim              | 1575               | 1586             | Impero ottomano                        | Impero ottomano                           | 15 |
| Sabbazio             | 1586               | 1589             | Impero ottomano                        | Impero ottomano                           | 16 |
| Nikanor              | 1589               | 1589             | ignota                                 | ignoti                                    | 17 |
| Ieroteo              | 1589               | 1591             | Impero ottomano                        | Impero ottomano                           | 18 |
| Filippo              | 1591               | 1592             | Impero ottomano                        | Impero ottomano                           | 19 |
| Giovanni             | 1592               | 1614             | Impero ottomano                        | Costantinopoli, Impero ottomano           | 20 |
| Paisio I             | 1614               | 1648             | Janjevo, Impero ottomano (1542)        | Impero ottomano                           | 21 |
| San Gabriele I       | 1648               | 1655             | Impero ottomano                        | Bursa, Impero ottomano (1659)             | 22 |
| Massimo I            | 1655               | 1674             | Skopje, Impero ottomano                | Peć, Impero ottomano (1680)               | 23 |
| Arsenio III          | 1674               | 1691             | Bajice, Impero ottomano (1633)         | Vienna, Sacro Romano Impero (1706)        | 24 |
| Callinico I          | 1691               | 1710             | Skopje, Impero ottomano                | Peć, Impero ottomano (1710)               | 25 |
| Atanasio I           | 1711               | 1712             | Impero ottomano                        | Impero ottomano (1712)                    | 26 |
| Mosè                 | 1712               | 1726             | Trgovište, Impero ottomano             | Peć, Impero ottomano (1726)               | 27 |
| Arsenio IV           | 1726               | 1737             | Peć, Impero ottomano (1698)            | Sremski Karlovci, Impero austriaco (1748) | 28 |
| Joannicus III        | 1737               | 1746             | Costantinopoli, Impero ottomano (1700) | Heybeliada, Impero ottomano (1793)        | 29 |
| Atanasio II          | 1746               | 1752             | Skopje, Impero ottomano                | Impero ottomano (1752)                    | 30 |
| Gabriele II          | 1752               | 1752             | Sarajevo, Impero ottomano              | Impero ottomano (1752)                    | 31 |
| Gabriele III         | 1752               | 1758             | Impero ottomano                        | Costantinopoli, Impero ottomano (1758)    | 32 |
| Vincenzo I           | 1758               | 1758             | Impero ottomano                        | Costantinopoli, Impero ottomano (1758)    | 33 |
| Paisio II il Greco   | 1758               | 1758             | Impero ottomano                        | Impero ottomano (1758)                    | 34 |
| Gabriele IV il Greco | 1758               | 1758             | Impero ottomano                        | Impero ottomano (1758)                    | 35 |
| Cirillo II           | 1759               | 1763             | Impero ottomano                        | Impero ottomano                           | 36 |
| Basilio              | 1763               | 1765             | Impero ottomano                        | San Pietroburgo, Impero russo (1772)      | 37 |
| Callinico II         | 1765               | 1766             | Impero ottomano                        | Impero ottomano                           | 38 |

## Secondo periodo patriarcale (dal 1920 ad oggi)

### Arcivescovo di Peć, metropolita di Belgrado e Karlovci e patriarca dei Serbi
| Nome del Patriarca                  | Ritratto | Inizio patriarcato | Fine patriarcato | Nome secolare       | Luogo e anno di nascita                           | Luogo e anno di morte                | Sepoltura                                      | №  |
| ----------------------------------- | -------- | ------------------ | ---------------- | ------------------- | ------------------------------------------------- | ------------------------------------ | ---------------------------------------------- | -- |
| Demetrio (Димитрије - Dimitrije)    |          | 12 settembre 1920  | 6 aprile 1930    | Dimitrije Pavlović  | Požarevac, Principato di Serbia (1846)            | Belgrado, Regno di Jugoslavia (1930) | Monastero di Rakovica                          | 39 |
| Barnaba (Варнава - Varnava)         |          | 12 maggio 1930     | 23 luglio 1937   | Petar Rosić         | Pljevlja, Principato del Montenegro (1880)        | Belgrado, Regno di Jugoslavia (1937) | Chiesa di San Sava (Belgrado)                  | 40 |
| Gabriele V (Гaврилo - Gavrilo)      |          | 21 febbraio 1938   | 7 maggio 1950    | Gavrilo Dožić       | Vrujci, Principato del Montenegro (1881)          | Belgrado, Jugoslavia (1950)          | Cattedrale di San Michele Arcangelo (Belgrado) | 41 |
| Vincenzo II (Викентије - Vikentije) |          | 1950               | 5 luglio 1958    | Vitomir Prodanov    | Bačko Petrovo Selo, Impero austro-ungarico (1890) | Belgrado, Jugoslavia (1958)          | Cattedrale di San Michele Arcangelo (Belgrado) | 42 |
| Germano (Герман - German)           |          | 14 settembre 1958  | 27 agosto 1990   | Hranislav Đorić     | Jošanička Banja, Regno di Serbia (1899)           | Belgrado, Jugoslavia (1991)          | Chiesa di San Marco (Belgrado)                 | 43 |
| Paolo (Павле - Pavle)               |          | 1º dicembre 1990   | 15 novembre 2009 | Gojko Stojčević     | Kućanci, Impero austro-ungarico (1914)            | Belgrado, Serbia (2009)              | Monastero di Rakovica                          | 44 |
| Ireneo (Иринеј - Irinej)            |          | 23 gennaio 2009    | 20 novembre 2020 | Miroslav Gavrilović | Vidova, Regno di Jugoslavia (1930)                | Belgrado, Serbia (2020)              | Chiesa di San Sava (Belgrado)                  | 45 |
| Porfirio (Порфирије - Porfirije)    |          | 18 febbraio 2021   | in carica        | Prvoslav Perić      | Bečej, Repubblica di Jugoslavia (1961)            | vivente                              |                                                | 46 |